# خطة ترقيم الهواتف

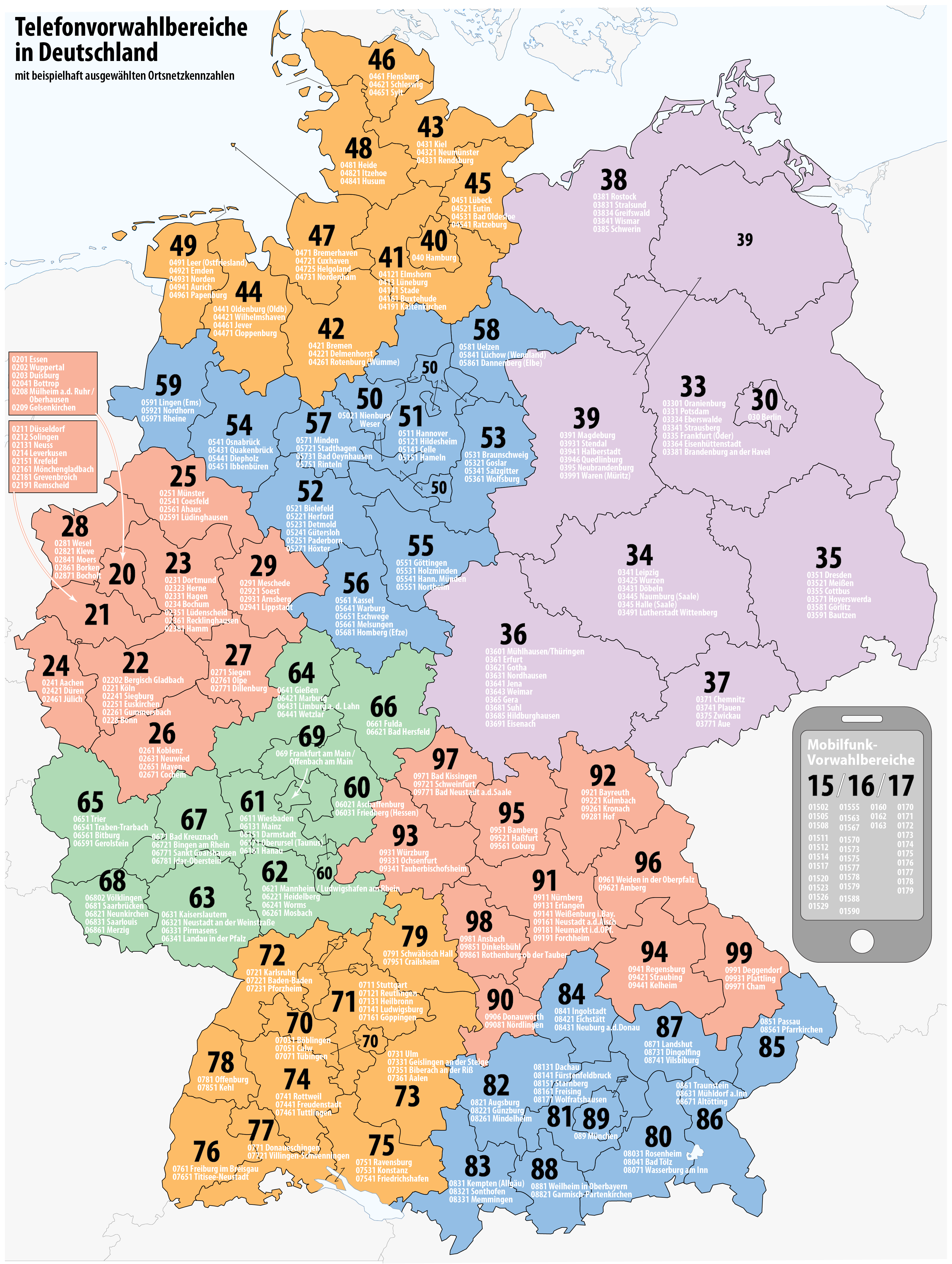

خطة ترقيم الهواتف هو نظام لتوزيع أرقام الهواتف في شبكة للهواتف. بشكل عام هناك نوعين لخطة ترقيم الهواتف:
- خطة ترقيم مغلقة : حيث تكون أرقام الهواتف ذات عدد أرقام ثابت بالإضافة إلى رمز للمنطقة مخصص لكل منطقة
- خطة ترقيم مفتوحة : تكون أرقام الهواتف مختلفة عدد الأرقام سواء بالنسبة للرقم المحلي أو رقم رمز المنطقة

## اقرأ أيضا
- قائمة رموز اتصال الدول